# Topten
topten ist eine Online-Datenbank, welche die energieeffizientesten elektrischen Geräte auszeichnet.
Die Produktauswahl und die Definition der Auswahlkriterien erfolgen neutral und unabhängig von Herstellern, Handelsunternehmen und Kooperationspartnern. Pro Kategorie bescheinigt topten etwa 5–10 % der erhältlichen Geräte und ist somit deutlich strenger als andere Energielabels, wie z. B. das Energy-Star oder das Energieverbrauchsetikett.

## Geschichte
Topten.ch wurde im Jahr 2000 in der Schweiz gegründet durch ein Joint Venture der Schweizerischen Agentur für Energieeffizienz (S.A.F.E.), Saldo/Consuprint AG (Konsumenten-Zeitschrift) und diversen Journalisten. Die erste Aufschaltung erfolgte am 13. September 2000. Sukzessiv wurde das Erfolgsprojekt auf 13 europäische Länder ausgedehnt. In China und USA ist Topten seit Oktober 2010 online.
Topten wird durch das EU-Programm Intelligente Energie Europa (IEE) sowie durch das WWF unterstützt.
Seit 2009 kennzeichnen einige Marktanbieter ihre sparsamsten Geräte mit einem topten-Etikett direkt am Gerät. Somit ist topten ein wichtiges Label für die Energieeffizienz geworden. In der Schweiz haben als erste Unternehmen Migros, EKZ und Coop die Auszeichnung topten in ihren Sortimenten eingeführt.

## Gerätetypen
Die Datenbank gibt Auskunft über folgende Geräte und Anlagen:
- Beleuchtung (LED, Fluoreszenzlampen und Minergie-Leuchten)
- Kochfelder und Backöfen
- Kühlschränke und Gefriertruhen
- Geschirrspüler
- Kaffeemaschinen (Vollautomaten und Portionen)
- Waschmaschinen und Wäschetrockner
- Monitore
- Drucker (Laser, Laser-Multifunktion, Inkjet- und Thermo-Geräte)
- DVD-Rekorder
- Fernseher
- Settop Boxen
- Standby (Manuelle und elektronische Abschalthilfen, Fernschalter und Schaltuhren)